# Zulte (gemeente)
Zulte is een gemeente in het zuidwesten van de Belgische provincie Oost-Vlaanderen, langs de rivier de Leie. De gemeente telt ruim 16.000 inwoners, die Zultenaars worden genoemd. De gemeente bestaat uit 3 woonkernen en heeft een oppervlakte van 32,52 km².

## Geschiedenis

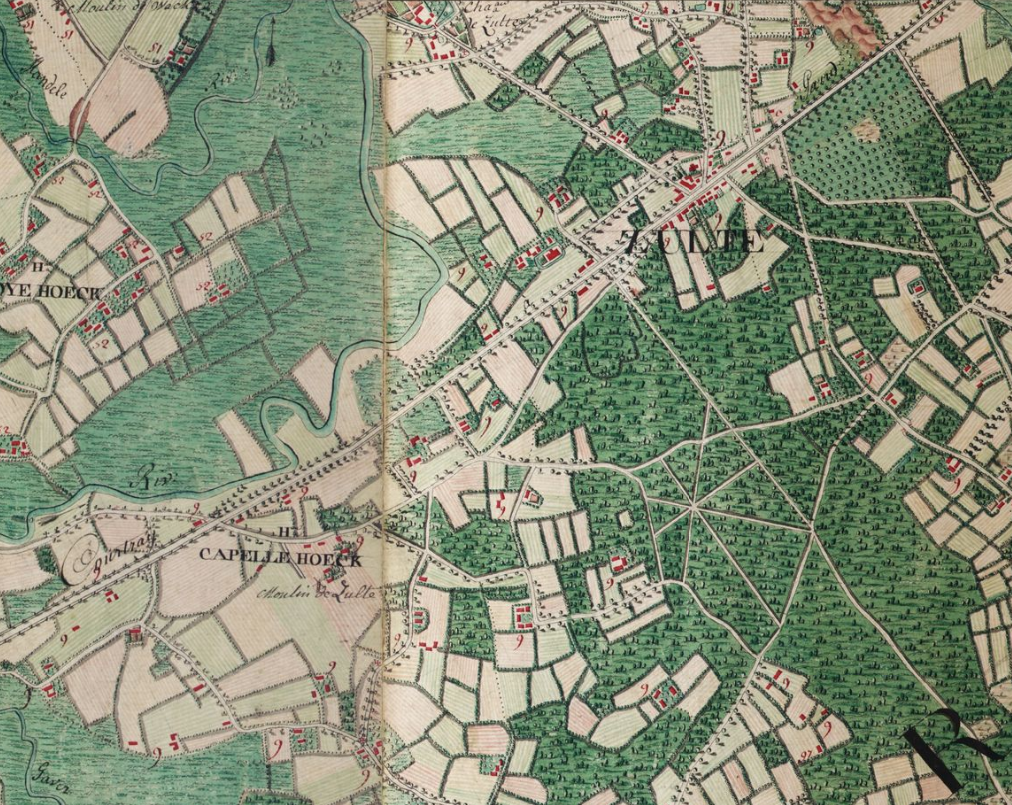
Zulte op de Ferraris kaart (rond 1775)

Zulte is ontstaan als een Germaanse nederzetting met de naam "Sulta", wat modderig gebied betekent. De grenzen zijn in de loop van de 8e eeuw vastgelegd als natuurlijke grenzen (Leie, Gaverbeek, Zaubeek, Olsenebeek, Tichelenbeek).
De huidige gemeentegrenzen zijn dezelfde gebleven als de grenzen van de kerkelijke parochies tijdens de Middeleeuwen. Zulte had, samen met Olsene en Machelen, het uitzicht van een "lappendeken", gevormd door heerlijkheden en leengronden, die van een leenheer releveerden. Aanvankelijk heette deze heerlijkheid "Te Lake", te situeren rond het kasteel van Zulte. De Heer van Zulte was feodale onderdanigheid verschuldigd tegenover de Graaf van Vlaanderen. Dit gebeurde voor het grafelijk leenhof te Oudenaarde en werd "De Stenen Man" genoemd. De dorpsheerlijkheid beschikte over een vierschaar of plaatselijke rechtbank, samengesteld uit een baljuw en zeven schepenen. In de parochie was een galg opgericht voor de uitvoering van de doodstraffen.
Zulte heeft in het verleden het lot ondergaan van alle parochies in de Leiestreek. Telkens werd de gemeente tussen hamer en aambeeld geplaatst door vreemde legerlegioenen. De Geuzen hebben hier op het einde van de 16e eeuw lelijk huis gehouden. De slechtste tijd was ongetwijfeld in de tweede helft van de 17e eeuw ten gevolge van de krijgsverrichtingen tussen de Spaanse en Franse legers. Plunderingen en opeisingen van paarden en levensmiddelen waren alledaagse taferelen.
Oorlogen en ellende zorgden voor de uitdunning van de bevolking. Vooral de jaren 1580–1584 doemden als een spookbeeld op toen de bevolking door de pestepidemie gehalveerd werd. Ook de laatste maanden van het jaar 1694 herhaalde zich deze ellende.
Vóór de Franse Revolutie behoorde Zulte tot de roede van Deinze, onderdeel van de kasselrij Kortrijk. De annexatie bij de Franse Republiek op 1 oktober 1795 maakte een einde aan deze eeuwenlange bestuurlijke indeling en het graafschap werd onderverdeeld in twee departementen. Zulte behoorde tot het Scheldedepartement, met aan het hoofd een prefect. 
Zulte werd opgenomen als autonome gemeente in de Franse Republiek en heeft deze zelfstandigheid behouden tot 1 januari 1977, toen Zulte, Olsene en Machelen fusioneerden.

## Geografie

### Deelgemeenten
|   | Naam           | Opp. (km²) | Inwoners (2023) | Inwoners per km² | NIS-code |
| - | -------------- | ---------- | --------------- | ---------------- | -------- |
| 1 | Zulte (I)      | 10,19      | 7.713           | 757              | 44081A   |
| 2 | Olsene (II)    | 9,69       | 4.078           | 421              | 44081B   |
| 3 | Machelen (III) | 12,88      | 4.203           | 326              | 44081C   |

Naast het centrum van Zulte bestaat de gemeente nog uit de deelgemeenten Olsene en Machelen. De gemeentegrenzen worden nog gevormd door het oude kronkelende traject van de Leie, van voor die rechtgetrokken werd. De kernen van Zulte en Olsene zijn quasi één geheel gaan vormen door de aanleg van woonwijken en bedrijventerreinen. De kern van Machelen en Petegem-aan-de-Leie (Deinze) zijn naar elkaar toe gegroeid door middel van lintbebouwing.

### Wijken
- Zulte
- Zulte-Centrum
- Biriwi
- Bloemenwijk
- De Piste
- Ellegemwijk
- Kapelhoek
- Moscowijk
- Waalbeekpark
- Olsene
- Olsene Centrum
- Toverhoekwijk
- Vogelzang
- Machelen
- Machelendorp
- Leliepark
- Polderhoek
- Tuinwijk

### Randgemeenten
De gemeente Zulte grenst aan de volgende gemeenten en dorpen:

Zulte, deelgemeenten en buurgemeenten.
De gele gebieden zijn bebouwde kernen.

| - a. Kruishoutem (Kruisem) - b. Waregem - c. Sint-Eloois-Vijve (Waregem) - d. Sint-Baafs-Vijve (Wielsbeke) - e. Wakken (Dentergem) |

| - f. Oeselgem (Dentergem) - g. Gottem (Deinze) - h. Grammene (Deinze) - i. Deinze - j. Petegem-aan-de-Leie (Deinze) |

## Demografie

### Demografische evolutie voor de fusie
- Bron:NIS - Opm:1831 t/m 1970=volkstellingen op 31 december; 1976= inwonertal per 31 december

### Demografische ontwikkeling van de fusiegemeente
Alle historische gegevens hebben betrekking op de huidige gemeente, inclusief deelgemeenten, zoals ontstaan na de fusie van 1 januari 1977.
- Bronnen: NIS, Opm: 1831 tot en met 1981 = volkstellingen; 1990 en later = inwonertal op 1 januari

| Inwoners van jaar tot jaar op 1 januari 1992 tot heden | Inwoners van jaar tot jaar op 1 januari 1992 tot heden | Inwoners van jaar tot jaar op 1 januari 1992 tot heden |
| jaar                                                   | Aantal                                                 | Evolutie: 1992=index 100                               |
| ------------------------------------------------------ | ------------------------------------------------------ | ------------------------------------------------------ |
| 1992                                                   | 13.736                                                 | 100,0                                                  |
| 1993                                                   | 13.808                                                 | 100,5                                                  |
| 1994                                                   | 13.886                                                 | 101,1                                                  |
| 1995                                                   | 13.959                                                 | 101,6                                                  |
| 1996                                                   | 14.084                                                 | 102,5                                                  |
| 1997                                                   | 14.207                                                 | 103,4                                                  |
| 1998                                                   | 14.295                                                 | 104,1                                                  |
| 1999                                                   | 14.401                                                 | 104,8                                                  |
| 2000                                                   | 14.528                                                 | 105,8                                                  |
| 2001                                                   | 14.547                                                 | 105,9                                                  |
| 2002                                                   | 14.584                                                 | 106,2                                                  |
| 2003                                                   | 14.615                                                 | 106,4                                                  |
| 2004                                                   | 14.548                                                 | 105,9                                                  |
| 2005                                                   | 14.537                                                 | 105,8                                                  |
| 2006                                                   | 14.611                                                 | 106,4                                                  |
| 2007                                                   | 14.629                                                 | 106,5                                                  |
| 2008                                                   | 14.714                                                 | 107,1                                                  |
| 2009                                                   | 14.808                                                 | 107,8                                                  |
| 2010                                                   | 14.958                                                 | 108,9                                                  |
| 2011                                                   | 15.112                                                 | 110,0                                                  |
| 2012                                                   | 15.288                                                 | 111,3                                                  |
| 2013                                                   | 15.364                                                 | 111,9                                                  |
| 2014                                                   | 15.570                                                 | 113,4                                                  |
| 2015                                                   | 15.498                                                 | 112,8                                                  |
| 2016                                                   | 15.589                                                 | 113,5                                                  |
| 2017                                                   | 15.708                                                 | 114,4                                                  |
| 2018                                                   | 15.720                                                 | 114,4                                                  |
| 2019                                                   | 15.720                                                 | 114,4                                                  |
| 2020                                                   | 15.791                                                 | 115,0                                                  |
| 2021                                                   | 15.843                                                 | 115,3                                                  |
| 2022                                                   | 15.943                                                 | 116,1                                                  |
| 2023                                                   | 16.000                                                 | 116,5                                                  |
| 2024                                                   | 16.095                                                 | 117,2                                                  |
| 2025                                                   | 16.233                                                 | 118,2                                                  |

## Toerisme en bezienswaardigheden
| - Het Kasteel Te Lake, te Zulte - Het Kasteel van Olsene, te Olsene - Het Kasteel Meheus, te Olsene - Het geboortehuis van Roger De Backer, te Machelen - Villa Salomé, te Zulte - Manege de Ribaucourt met authentieke paardencirkel, te Zulte - De Hostensmolen, te Machelen - De Lederfabriek Atlan, te Zulte | - De Sint-Petrus-en-Pauluskerk, te Zulte - De Onze-Lieve-Vrouw ten Dalekapel, te Zulte - De Sint-Pieterskerk, te Olsene - De O.-L.-V. van Lourdesgrot, te Olsene - De Sint-Michiel-en-Cornelius-en-Ghislenuskerk, te Machelen - Het Frans militair kerkhof, te Machelen Daarnaast zijn er ook nog kapellen in de verschillende wijken en deelgemeenten. |
| - Het Roger Raveelmuseum, te Machelen - Het Museum Meheus, te Olsene - Het atelier van Roger Raveel, te Machelen - Het atelier van kunstschilder Martin Wallaert, te Machelen - De Kapel Maria Hulp der Christenen, te Machelen                                                                                  | - Het nieuwe gemeentehuis, te Olsene - De Vierfrontenbrug, te Zulte - Het Maïskot, te Zulte - De Roger Raveelaanlegsteiger, te Machelen - De Muur der Verbeelding, te Machelen - Het graf van de schrijver Gerard Reve, te Machelen - Het natuurgebied De Gaverbeekse Meersen, te Zulte                                                                 |

## Cultuur en recreatie

### Theaters en concertzalen
Zulte heeft verschillende culturele centra:
- Gaston Martenszaal
- Guldepoort Machelen
- Ontmoetingscentrum Olsene
- Fiertelhof
- Kasteel Te Lake

### Bibliotheek
Zulte heeft maar één bibliotheek, die aan het kerkplein van Zulte ligt.

### Evenementen
Er worden jaarlijks verschillende evenementen gehouden, onder meer met Hemelvaart. Ook zijn er diverse rommelmarkten en kermissen. Plaatselijk bekend is de Firtelstoet. In het Ontmoetingscentrum Olsene wordt elk jaar een kerstmarkt gehouden.

### Streekspecialiteiten
- Streekbier Zulte en Alfred

### Parken en bossen
| - Ontmoetingscentrum Olsene - Recreatiedomein de Raveschoot - Avontureneiland - Avonturenweide | - Beukenbos - Oude Leie Zulte-Oeselgem - Het natuurgebied De Gaverbeekse Meersen |

## Verkeer en vervoer
Zulte ligt op de as van Kortrijk naar Gent. Deze as wordt gekenmerkt door:
- De rivier de Leie
- : richting Gent / Antwerpen en richting Rijsel (Lille) / Parijs
- : richting Deinze / Gent
- : richting Harelbeke / Kortrijk / Moeskroen
- Spoorlijn 75: Gent-Sint-Pieters - Moeskroen - Lille-Flandres

De volgende buslijn heeft haltes in Zulte: 
- Buslijn 75: Kortrijk-Deinze

## Sport

### Badminton
- 't Zultse Pluimke

### Basketbal
- BBC Zulte speelt in Eerste Provinciale Oost-Vlaanderen van het herenbasketbal.

### Minivoetbal
- Minivoetbalclub Alexia Boys
- Minivoetbal Desmet
- Minivoetbalclub TGV-Boys
- Kern Zulte

### Tafeltennis
- TTC Olsene

### Voetbal
Het voetbal in Zulte is zeer populair. Dit werd versterkt nadat in 2001 Zultse VV met KSV Waregem fusioneerde tot SV Zulte Waregem met het stamnummer van Zulte. De voetbalploeg komt uit in de Tweede klasse, maar voordien speelde ze van 2005 tot en met 2023 in de Eerste klasse en schopte het in het seizoen 2006-2007 tot in de 16e finales van de UEFA Cup. De voetbalclub heeft wel zijn thuisbasis in Waregem, waar het Regenboogstadion, het secretariaat en ook de oefenterreinen gevestigd zijn. Daarom beschouwt men SV Zulte Waregem vaak als een West-Vlaamse voetbalploeg.
Nog andere lokale voetbalploegen zijn:
- Jong Zulte die speelt in Derde Prov. B O-Vl.
- Olsene Sportief die speelt in Vierde Prov. B O-Vl.
- KME Machelen die speelt in Derde Prov. A O-Vl.

### Volleybal
- Kuros Zulte Dames speelt in Derde Provinciale Oost-Vlaanderen van het damesvolleybal.
- VC Kuros Zulte Heren speelt in Tweede Provinciale Oost-Vlaanderen van het herenvolleybal.

## Politiek

### Structuur
| Zulte            | Zulte            | Supranationaal         | Nationaal                         | Nationaal                         | Gemeenschap               | Gewest                    | Provincie                 | Arrondissement  | Provinciedistrict | Kanton          | Gemeente        |
| ---------------- | ---------------- | ---------------------- | --------------------------------- | --------------------------------- | ------------------------- | ------------------------- | ------------------------- | --------------- | ----------------- | --------------- | --------------- |
| Administratief   | Niveau           | Europese Unie          | België                            | België                            | Vlaanderen                | Vlaanderen                | Oost-Vlaanderen           | Gent            | Gent              | Gent            | Zulte           |
| Administratief   | Bestuur          | Europese Commissie     | Belgische regering                | Belgische regering                | Vlaamse regering          | Vlaamse regering          | Deputatie                 | Deputatie       | Deputatie         | Deputatie       | Gemeentebestuur |
| Administratief   | Raad             | Europees Parlement     | Kamer van volksvertegenwoordigers | Kamer van volksvertegenwoordigers | Vlaams Parlement          | Vlaams Parlement          | Provincieraad             | Provincieraad   | Provincieraad     | Provincieraad   | Gemeenteraad    |
| Kiesomschrijving | Kiesomschrijving | Nederlands Kiescollege | Kieskring Oost-Vlaanderen         | Kieskring Oost-Vlaanderen         | Kieskring Oost-Vlaanderen | Kieskring Oost-Vlaanderen | Kieskring Oost-Vlaanderen | Gent            | Deinze            | Deinze          | Zulte           |
| Verkiezing       | Verkiezing       | Europese               | Federale                          | Federale                          | Vlaamse                   | Vlaamse                   | Provincieraads-           | Provincieraads- | Provincieraads-   | Provincieraads- | Gemeenteraads-  |

### Burgemeesters
| Tijdspanne | Tijdspanne   | Burgemeester                      |
| ---------- | ------------ | --------------------------------- |
|            | 1801 - 1814  | Karel Jozef Maximiliaan Limnander |
|            | 1814 - 1821  | Jacobus Martens                   |
|            | 1821 - 1830  | Louis-Bernard Hellebaut           |
|            | 1830 - 1836  | Jan Martens                       |
|            | 1836 - 1839  | Desideer Limnander                |
|            | 1839 - 1846  | Jan Martens                       |
|            | 1846 - 1848  | Benjamin Wappers                  |
|            | 1848 - 1879  | Henri Van den Bossche             |
|            | ...          |                                   |
|            | 1882 - 1889  | Charles Van Zuylen van Nyevelt    |
|            | 1889 - 1907  | Charles van Malcote de Kessel     |
|            | 1907 - 1914  | Liboor Vande Casteele             |
|            | 1914 - 1947  | Jan Ide                           |
|            | 1947 - 1976  | Adolf Gyselinck                   |
|            | 1976 - 1977  | Jozef De Clerck (CVP)             |
|            | 1977 - 2006  | Georges Peirs (CVP)               |
|            | 2007 - 2012  | Henk Heyerick (CD&V)              |
|            | 2013 - heden | Simon Lagrange (Open Zulte)       |

### College van burgemeester en schepenen
Het college is, naast burgemeester Simon Lagrange, samengesteld uit drie mannen en twee vrouwen:
1. Eerste schepen Sophie Delaere is bevoegd voor: Openbare Werken - Openbaar Groen en Patrimonium - Lokale Economie - Gezondheid
2. Tweede schepen Olivier Peirs is bevoegd voor: Ruimtelijke Ordening en Stedenbouw - Financiën - Sport
3. Derde schepen Michael Vandemeulebroecke is bevoegd voor: Mobiliteit en Verkeersveiligheid - Wonen - Cultuur - Toerisme - Begraafplaatsen - Kerkfabrieken
4. Vierde schepen Fauve Tack is bevoegd voor: Jeugd - Onderwijs - Kinderopvang - Participatie - Duurzaamheid - Milieu, Landbouw en Dierenwelzijn
5. Vijfde schepen Francky Decoster is bevoegd voor: Sociale Zaken - Seniorenzorg - Evenementen - Mondiale Solidariteit en Gelijke Kansen

### Gemeenteraad
De gemeenteraad van Zulte telt 25 zetels. Aan het begin van de legislatuur in 2013 telde de coalitie van Open Zulte, N-VA en Gezond Verstand Zulte samen 14 zetels op 25. Door deze meerderheid werd Simon Lagrange, van Open Zulte, burgemeester. In 2018 leidde hij dezelfde coalitie als de voorgaande legislatuur en vormde hierdoor alweer een meerderheid met 19 op 25 zetels. Na de verkiezingen van oktober 2024 ging Open Zulte alleen besturen, met een absolute meerderheid van 15 op 25 zetels. De zittingen van de gemeenteraad gaan door op de vierde dinsdag van de maand om 19.30 uur in het gemeentehuis.

### Resultaten gemeenteraadsverkiezingen sinds 1976
| Partij of kartel     | Partij of kartel                                   | 10-10-1976 | 10-10-1976 | 10-10-1982 | 10-10-1982 | 9-10-1988 | 9-10-1988 | 9-10-1994 | 9-10-1994 | 8-10-2000 | 8-10-2000 | 8-10-2006 | 8-10-2006 | 14-10-2012 | 14-10-2012 | 14-10-2018 | 14-10-2018 | 13-10-2024 | 13-10-2024 |
| Stemmen / Zetels     | Stemmen / Zetels                                   | %          | 23         | %          | 23         | %         | 23        | %         | 23        | %         | 23        | %         | 23        | %          | 25         | %          | 25         | %          | 25         |
| -------------------- | -------------------------------------------------- | ---------- | ---------- | ---------- | ---------- | --------- | --------- | --------- | --------- | --------- | --------- | --------- | --------- | ---------- | ---------- | ---------- | ---------- | ---------- | ---------- |
|                      | CVP1/ CD&V+N-VAA/ CD&V2/ CD&V/N-VAB                | 53,481     | 13         | 52,611     | 13         | 54,661    | 14        | 55,151    | 14        | 48,371    | 13        | 62,43A    | 15        | 41,472     | 11         | 25,22      | 6          | 36,4B      | 9          |
|                      | VU1/ CD&V+N-VAA/ N-VA2/ CD&V/N-VAB                 | -          |            | -          |            | 8,831     | 1         | -         |           | -         |           | 62,43A    | 15        | 10,352     | 2          | 6,62       | 1          | 36,4B      | 9          |
|                      | PVVGB1/ PVV2/ VLD3/ VLD-P4/ VLD-Open5/ Open Zulte6 | -          |            | 27,351     | 6          | 29,532    | 7         | 34,493    | 9         | 41,114    | 10        | 37,575    | 8         | 36,176     | 10         | 58,76      | 17         | 55,96      | 15         |
|                      | Gezond Verstand Zulte1/ Open Zulte6                | -          |            | -          |            | -         |           | -         |           | -         |           | -         |           | 12,011     | 2          | 9,41       | 1          | 55,96      | 15         |
|                      | Vlaams Belang                                      | -          |            | -          |            | -         |           | -         |           | -         |           | -         |           | -          |            | -          |            | 7,7        | 1          |
|                      | Vrije Kristelijke Eenheidslijst                    | 41,26      | 10         | 20,04      | 4          | -         |           | -         |           | -         |           | -         |           | -          |            | -          |            | -          |            |
|                      | SP                                                 | 5,26       | 0          | -          |            | 6,98      | 1         | 5,69      | 0         | 5,83      | 0         | -         |           | -          |            | -          |            | -          |            |
|                      | AGALEV                                             | -          |            | -          |            | -         |           | 4,68      | 0         | 4,68      | 0         | -         |           | -          |            | -          |            | -          |            |
| Totaal stemmen       | Totaal stemmen                                     | 8.783      | 8.783      | 9.452      | 9.452      | 9.894     | 9.894     | 10.193    | 10.193    | 10.687    | 10.687    | 11.093    | 11.093    | 11.454     | 11.454     | 11.682     | 11.682     | 8.419      | 8.419      |
| Opkomst %            | Opkomst %                                          | -          | -          | -          | -          | 97,76     | 97,76     | 97,0      | 97,0      | 95,86     | 95,86     | 97,21     | 97,21     | 95,52      | 95,52      | 95,6       | 95,6       | 68,6       | 68,6       |
| Blanco en ongeldig % | Blanco en ongeldig %                               | 2,03       | 2,03       | 3,17       | 3,17       | 3,2       | 3,2       | 3,72      | 3,72      | 3,92      | 3,92      | 4,6       | 4,6       | 3,82       | 3,82       | 4,1        | 4,1        | 1,6        | 1,6        |

- De rode cijfers naast de gegevens duiden aan onder welke naam de partijen telkens bij een verkiezing opkwamen.
- De zetels van de gevormde meerderheid staan vet afgedrukt. De grootste partij is in kleur.

## Bekende Zultenaren
- Martin Wallaert, kunstenaar en een van de laatste Latemse kunstschilders
- Walter Baele, acteur, cabaretier bekend van het spelen van Rosa en Eugène Van Leemhuyzen
- Gaston Martens, schrijver van toneelstukken zoals het later verfilmde "De Paradijsvogels", werd in Zulte geboren.
- Modest Huys, een kunstschilder uit Olsene. Hij schilderde natuurtaferelen (De Leie) en evenementen (kermis, paarderennen) in een impressionistische stijl.
- André Denys, gouverneur van Oost-Vlaanderen, woonde voor hij gouverneur werd in Zulte en voerde daar de VLD aan.
- Han Coucke, cabaretier, acteur en regisseur. Hij groeide op in Zulte.
- Fons Verplaetse, eregouverneur van de Nationale bank.
- Marc Millecamps, topvoetballer tijdens de gloriejaren van KSV Waregem en tevens ex-Rode Duivel.
- Luc Millecamps, topvoetballer tijdens de gloriejaren van KSV Waregem en tevens ex-Rode Duivel.
- Els Pynoo en Danny Mommens, samen het popduo Vive la Fête
- Georges Dheedene, expressionistisch schilder
- Roger Raveel, kunstschilder
- Wouter Berlaen, muzikant

## Stedenbanden
- Halluin (Frankrijk), sinds 2010